# إدارة التواصل أثناء التنقل
تعتبر إدارة التواصل إحدى أهم الأنظمة المعتمدة لدى النظام العالمي للإتصالات المتنقلة و نظام الاتصالات المتنقلة العالمي و التي تسمح لمستخدمي الهواتف النقالة، تكمن مهمتها الأساسية بتتبع أمكنة المستخدمين، السماح بإجراء الاتصالات، خدمة الرسالة القصيرة والعديد من خدمات الهواتف النقالة الأخرى

## إجراء تحديث الموقع
يُعتبر النظام العالمي للإتصالات المتنقلة أو نظام الاتصالات المتنقلة العالمي، على غرار الشبكات الخلوية، وهي في الأساس عبارة عن شبكة راديو، معروفة بالمحطات الأساسية، تخدُم كل محطة موقع جغرافي معين. وعند اجتماع عدة محطات أساسية في منطقة ما فإن نطاق التغطية تكون أوسع بكثير، تشكل هذه المحطات منطقة تسمى بمنطقة التجوال
يقوم الهاتف بإرسال إشارة إعلام للمحطة الأساسية قبيل مغادرته نطاق تغطيتها أو قبيل دخوله نطاق تغطية محطة أساسية أخرى، وذلك لتتمكن المحطة الأساسية من تحديد مكان الهاتف رغم تنقله، لإبلاغه في حالة ورود مكالمة أو رسالة أو حتى مواصلة إجراء المكالمة رغم تنقله من منطقة إلى أخرى .
في حالة إيقاف تشغيل الهاتف بطريقة عادية أو خروجه نطاق التغطية قبيل إرساله إشارة إعلام المغادرة تقوم آنذاك الشبكة بتسجيل المشترك على أنه غير متاح. أما في الحالة الثانية، في حالة ايقاف تشغيل الهاتف بطريقة غير عادية ( نزع البطارية أو سقوطه ...) دون إرسال إشارة إعلام للمحطة الأساسية، تقوم المحطة بإرسال إشارات إلى كل الهواتف المفتوحة، الهاتف الذي لايستجيب يتم تسجيله على أنه مغلق، يتم تكرار الأمر كل ست دقائق.

## هوية مشترك الجوال المؤقتة
إن هوية مشترك الجوال المؤقتة، عبارة عن هوية تعريف يُنشئها مزودي خدمات الهاتف ببطاقة هوية المشترك SIM أثناء التبادل بينها وبين برج الاتصال (فور تشعيل الهاتف) ليتم تخزينها في مسجل موقع المستخدمين المنتقلين. يتكرر الأمر كلما دخل المستخدم نطاق تغطية أخرى أو أعاد تشغيل الهاتف.
يتم استبدال هذه الهوية في أي وقت، وذلك من أجل تجنب تتبع نشاطات المشترك إلا لوقت وجيز، أي في الفترة التي يتم تشغيل الهاتف فيها أو أثناء استعادة التغطية. أما الهوية الدولية لمشترك الجوال فيتم إرسالها في وقت لاحق كمحاولة لحمايتها من التعقب.

## التجوال
يُعتبر التجوال أحد الأساسيات التي نعتمد عليها الشبكات الخلوية. فهو الذي يمكن المستخدم من إجراء واستقبال المكالمات أو البيانات بشكل أوتوماتيكي في أي مكان به تغطية أبراج الاتصال (محطة أساسية) . وتمكين مزودي الخدمة من الاستيقان، التخويل و حساب الفاتورة

## أنواع مناطق التغطية

### منطقة مواقع العملاء
هي منطقة تتضمن عدة محطات أساسية مجتمعة لتحسين وتوسيع نطاق التغطية. في الغالب تحتوي المنطقة على عشرات أو حتى مئات المحطات الأساسية تحت تسيير وإشراف متحكم المحطة الأساسية بالنسبة لالنظام العالمي للإتصالات المتنقلة، أو متحكم شبكة الراديو بالنسبة لنظام الاتصالات المتنقلة العالمي.
تتميز كل منطقة مواقع عملاء برمز عبارة عن أرقام خاصة بها يسمى«رمز منطقة المواقع» يتم تحديده. يبدأ تداول الرمز من محطة البث القاعدية لدى النظام العالمي للإتصالات المتنقلة، أو العقدة باء بالنسبة لنظام الاتصالات المتنقلة العالمي، إما عن طريق موجات الراديو أو الأسلاك

### منطقة التوجيه
منطقة التوجيه عبارة عن حزم بيانات موجهة تتم بنفس طريقة منطقة مواقع العملاء، غير أن البيانات التي يتم تبادلها بين المحطات الأساسية والهاتف تصل إلى جي بي آر إس المسؤول عن الاتصال بشبكة الإنترنت. لدى فإن منطقة التوجيه خاصة بتبادل البيانات (بيانات الأنترنت الأكثر شيوعا)

### منطقة التتبع
تختلف منطقة التتبع عن منطقة مواقع العملاء ومنطقة التوجيه فهي عبارة عن تطوير طويل الأمد تنفده أبراج الاتصال (المحطة الأساسية) عن طريق تبادل الاشارات بين الهاتف و المحطة الأساسية، هدفها تحديد مكان تواجد العميل لإبلاغه بورود المكالمة أو تسجيله كغائب في حالة توجده خارج التغطية.